# Año Internacional de los Voluntarios para el Desarrollo Sostenible
2026 fue proclamado Año Internacional de los Voluntarios para el Desarrollo Sostenible por la Asamblea General de las Naciones Unidas mediante la resolución A/RES/78/127, adoptada el 18 de diciembre de 2023. Esta conmemoración se establece en el contexto del 25º aniversario del Año Internacional de los Voluntarios de 2001 y el 55º aniversario del programa de Voluntarios de las Naciones Unidas (VNU). Mientras que el 2001 buscó establecer bases sólidas para la promoción del voluntariado, esta nueva proclamación destaca específicamente su rol en la implementación de la Agenda 2030 para el Desarrollo Sostenible y sus Objetivos de Desarrollo Sostenible (ODS), reconociendo que el voluntariado es un medio esencial para abordar desafíos globales, promover la cohesión social y responder a crisis humanitarias.

## Actividades y alcance
Se espera que los Estados miembros, las organizaciones del sistema de las Naciones Unidas, la sociedad civil, el sector privado y la academia participen activamente en la promoción del voluntariado como motor del desarrollo sostenible. Se alienta a los países a integrar el voluntariado en sus estrategias nacionales de desarrollo y en la medición del impacto de los voluntarios en el cumplimiento de los ODS.
El programa de los Voluntarios de las Naciones Unidas será el encargado de facilitar la celebración del Año Internacional, en colaboración con los gobiernos y otros actores pertinentes. Además, se impulsará la creación de plataformas de conocimiento y la eliminación de barreras para fomentar nuevas formas de voluntariado. También se busca fortalecer el papel del voluntariado en la respuesta a crisis humanitarias y en la reducción del riesgo de desastres.
El financiamiento de las actividades relacionadas con este Año Internacional dependerá exclusivamente de contribuciones voluntarias, incluyendo aportes del sector privado, sin afectar los fondos regulares de las Naciones Unidas.
Finalmente, como parte del seguimiento y evaluación de esta conmemoración, se ha solicitado al programa de los Voluntarios de las Naciones Unidas que presente un informe en la Asamblea General de 2027 sobre los logros, aprendizajes y desafíos derivados del Año Internacional de los Voluntarios para el Desarrollo Sostenible.